# مارك غوال
مارك غوال (بالإسبانية: Marc Gual Huguet) (13 مارس 1966 ببادالونا في إسبانيا - ) هو لاعب كرة قدم إسباني في مركز الهجوم. لعب مع نادي برشلونة.

## روابط خارجية
- مارك غوال على موقع الاتحاد الأوربي (الإنجليزية)
- مارك غوال على موقع قاعدة بيانات كرة القدم.إي يو (الإنجليزية)
- مارك غوال على موقع Soccerway.com (الإنجليزية)
- مارك غوال على موقع AS.com (الإسبانية)